# Bollnäs
Bollnäs er en købstad i Hälsingland og administrativt centrum for Bollnäs kommun i Gävleborgs län.

## Historie
I det centrale Bollnäs er der nogle rester efter jernalderbebyggelser. Der er to husgrunde og et antal gravhøje, der kan dateres til første halvdel af 400-tallet. Kirken i Bollnäs er fra starten af 1300-tallet og den er nævnt i præsten Ingemunds testamente fra 1311. I kirken er et 3,5 meter højt alterskrin fra middelalderen med en Madonna, udskåret af Haaken Gulleson.
Brotorget i byens centrum blev i 2007 solgt til Sjælsø Gruppen, der ville bygge et indkøbscenter. Imidlertid satte Finanskrisen ind, så centeret er endnu ikke realiseret.

## Geografi
Bollnäs ligger ved de to rigsveje 50 og 83 og ved jernbanen Norra stambanan, som forbinder Stockholm og Ånge.
I Bollnäs' centrum findes flere større svenske butikskæder som Åhléns, Expert, Intersport, Lindex, JC m.fl. såvel som flere store supermarkeder samt en landhandel.
Som et kuriosum kan nævnes, at Bollnäs i mange år har haft Norrlands laveste kommunalskat.